# Husen Sastranegara
Husen Sastranegara is een bestuurslaag in het regentschap Kota Bandung van de provincie West-Java, Indonesië. Husen Sastranegara telt 15.458 inwoners (volkstelling 2010).